# Пленный раб
«Пленный раб» (англ. The Captive Slave) — картина британского художника Джона Симпсона, написанная им в 1827 году. Симпсон получил академическое художественное образование, а также некоторое время был помощником известного портретиста Томаса Лоуренса, за более чем 30 лет работы с которым развил свои способности. На картине изображена жертва работорговли — темнокожий мужчина в тюремной одежде, закованный в железные кандалы. Стилистически портрет имеет прямую связь с изображением святых или страстотерпцев в европейском искусстве. Тема, поднятая Симпсоном в этой работе, представляла собой политически острый вопрос в Великобритании начала XVIII века вплоть до отмены рабства в 1833 году, на приближение которой картина оказала определённое влияние. Некоторое время она находилась в частных коллекциях, а в 2008 году куплена Чикагским институтом искусств, где и выставляется в настоящее время.

## Контекст
Британский художник Джон Симпсон (1782—1847) учился в Королевской академии художеств, где освоил портретную и жанровую живопись. Уже в 1807 году работы 25-летнего художника демонстрировались в экспозиции академии, залы которой за 40 лет официальной карьеры Симпсона увидели более 120 его работ. В 1818 году Симпсон стал помощником знаменитого портретиста Томаса Лоуренса, с которым работал до его смерти в 1840 году. Впоследствии работы Симпсона, как и он сам, были забыты, однако, по мнению искусствоведа Мартина Посла, «несмотря на длительное пренебрежение критиков и последовавшее забвение, Симпсон был одарённым художником, способным временами выходить за рамки светской портретной живописи и своего положения в качестве студийного помощника. И в одной конкретной работе „Пленный раб“, Джон Симпсон создал полотно символического значения, которое сегодня можно расценивать как его шедевр и как символ, достойный целей и свершений аболиционистского движения». В то же время Дуглас Друик, заведующий отделом средневековой и современной европейской живописи и скульптуры, а позднее директор и президент Чикагского института искусств, назвал «Пленного раба» «притягательной и исторически важной картиной».

## Композиция
Портрет в три четверти изображает темнокожего мужчину в оранжево-красной одежде с расстёгнутым воротником, поднявшим голову вверх влево от себя с выразительным взглядом с наворачивающимися на глаза слезами, в которых переданы молитва об избавлении и желание свободы. Он сидит на каменной скамье, на фоне стены, написанной в коричнево-серых приглушённых тонах и занимающей большую часть площади картины. На запястья рук раба, лежащих на его коленях, надеты большие железные кандалы, тяжёлая цепь от которых спускается на скамью, затем к полу и выходит за рамки картины. Зритель мгновенно может сделать вывод о положении данного человека в обществе, судя по наличию оков и тёмному цвету кожи, ассоциировавшихся с африканской работорговлей, а также по характерному виду его одежды, прямо намекающей на тюремное заключение. Особенностью работы является олицетворение проблемы рабства в конкретном и кажущемся знакомым каждому зрителю человеке, хотя его имя никому не известно. Картина является портретом, написанным в стиле жанровой живописи, показывающим раба как святого или героя, при этом умоляющим, уязвимым и несколько пассивным, что позволило британским зрителям без опасений проявлять к человеку симпатию или сочувствие, сожалея о том состоянии, в котором он находится. Картина Симпсона следует известным примерам высокого искусства в изображении страстотерпцев, сочетая в себе техническую и эстетическую изысканность, присущую работам Лоуренса, однако портреты отдельных рабов редко встречались в европейской художественной традиции XIX века, несмотря на то, что британцы активно использовали продукты рабства в своей повседневной жизни.

## История

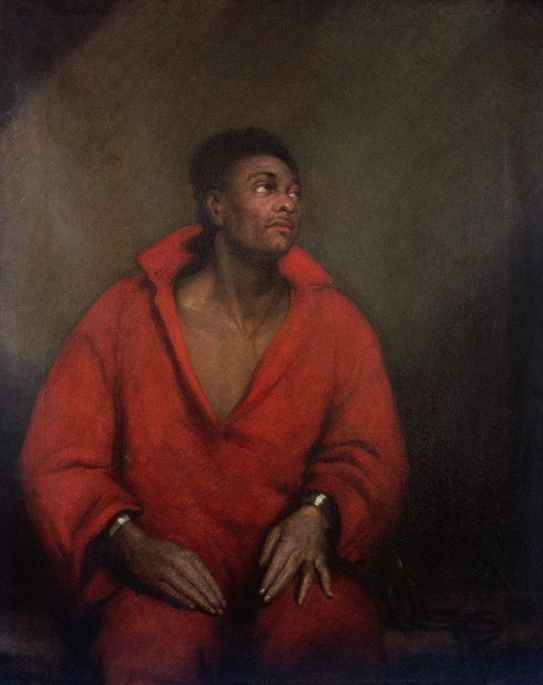
«Раб в цепях», 1827 год

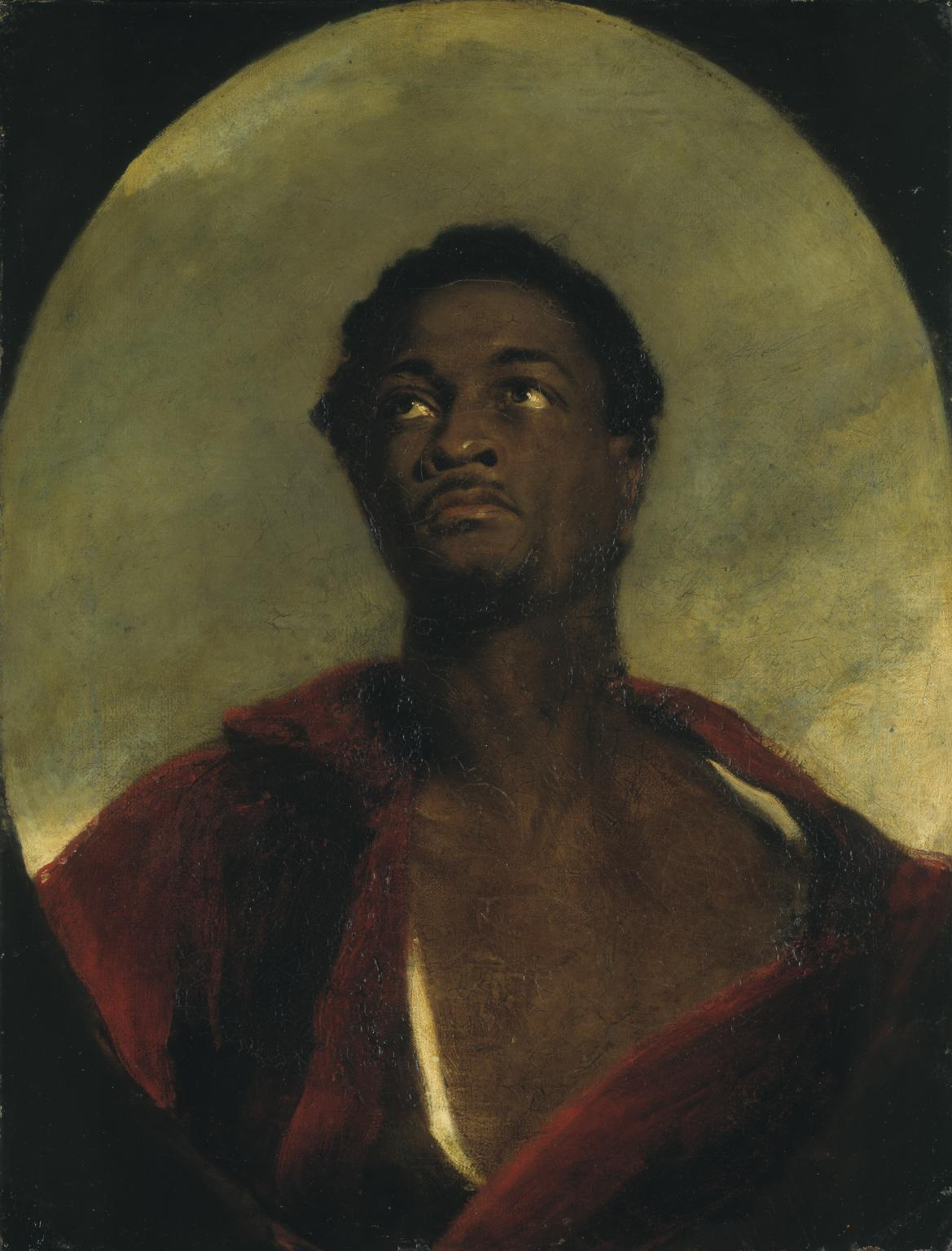
«Голова негра», 1827 год

Выбрав политически острую тему, Симпсон, полностью погружённый в официальную работу в Королевской академии, взял на себя большую ответственность по созданию произведения, ставшего выражением его глубоко укоренившихся убеждений, направленных против рабства. Первая версия картины размером 128,2 на 102 сантиметра была создана в 1825 году под названием «Раб в цепях», а с 1933 года находится в коллекции Уилберфорс-хауса, куда попала будучи ошибочно приписанной кисти Томаса Баркера. Второй вариант, но уже размером 127 на 101,5 сантиметра, был написан маслом на холсте, ранее использованном, по данным рентгеновского обследования, для изображения величественного дома и другого портрета. Это говорит о том, что Симпсон не создавал картину по заказам комиссии, которыми зарабатывал на жизнь, а выбрал тему по собственной воле.
Моделью для мужчины на обеих картинах считается афроамериканский актёр Айра Олдридж. Олдридж родился свободным в семье проповедника и получил образование в Нью-Йорке, однако покинул США по причине отсутствия серьёзных возможностей для реализации на сцене из-за дискриминации по цвету кожи, после чего стал успешным исполнителем ролей из пьес Шекспира в Европе, несмотря на порой расистские замечания театральных критиков. К этому моменту Олдридж уже был знаменитым, а эта картина стала одним самых известных его изображений. Впоследствии Симпсон написал с Олдриджа ещё один портрет — «Голова негра», который в 1827 году демонстрировался в Британском институте, а с 1919 года хранится в Британской галерее Тейт. Этот портрет тоже отсылает зрителя к традиции изображений героев и богов, вплоть до Античности, так как мужчина одет в тяжёлый красный плащ, в котором видится костюм святого из религиозного искусства XVII века, а его отречённый взгляд предполагает философские размышления или моральные устремления.
В 1827 году картина была представлена на выставке в Королевской академии в Лондоне, основным лейтмотивом которой Симпсон выбрал строки из направленной против рабства поэмы «Милосердие» (1782) поэта Уильяма Купера — «но, в чём желанье преуспеть и что молитва/для богатых отчаяния грузом купцов». В том году в британской общественной и политической среде шло бурное обсуждение вопроса отмены рабства на всей территории империи, при том что торговля рабами была объявлена вне закона ещё в 1807 году, вследствие чего демонстрация картины стала значительным событием и смелым заявлением Симпсона. В 1828 году портрет снова был выставлен в Королевской академии, и в том же году он был представлен на выставке в Академии искусств в Ливерпуле, «городе, ассоциирующемся с работорговлей, по-прежнему процветающей благодаря его торговцам». Наконец, шесть лет спустя, в 1833 году парламент Великобритании полностью решил проблему работорговли, приняв Акт об отмене рабства.
После всех выставок картина ушла в частные коллекции. В 1996 году портрет с надписью на раме «Дж. Симпсон. Раб» был выставлен на аукцион в Дублине. Впоследствии британский коллекционер продал картину арт-дилеру, у которого в 2008 году она и была приобретена для Чикагского института искусств в качестве дара от Мэри Уинтон Грин, Дэна и Сары Грин Коэн, Говарда и Лизы Грин, Джонатана и Бренды Грин в память о Дэвиде Грине. После этого портрет был представлен на обозрение широкой публики впервые за 180 лет и помещён в экспозицию 220-й галереи отдела «Европейская живопись и скульптура».